# مارك ميلر (لاعب كرة قدم مواليد 1988)
مارك ميلر (بالإنجليزية: Mark Millar)‏ هو لاعب كرة قدم بريطاني في مركز الوسط، ولد في 23 فبراير 1988 في غرينوك في المملكة المتحدة. شارك مع منتخب اسكتلندا تحت 19 سنة لكرة القدم ومنتخب اسكتلندا تحت 21 سنة لكرة القدم. أما مع النوادي، فقد لعب مع دندي يونايتد وكوين أوف ساوث ونادي أويبست ونادي سلتيك ونادي فالكيرك.

## وصلات خارجية
- مارك ميلر (لاعب كرة قدم مواليد 1988) على موقع قاعدة بيانات كرة القدم.إي يو (الإنجليزية)
- مارك ميلر (لاعب كرة قدم مواليد 1988) على موقع Soccerway.com (الإنجليزية)